# Mounir Hamoud
Mounir Hamoud (Marruecos, 1 de febrero de 1985- 12 de febrero de 2024) fue un futbolista noruego, de origen marroquí. Jugaba de defensa y pasó toda su carrera en clubes del país nórdico. A nivel internacional, fue seleccionado juvenil por Noruega.

## Selección nacional
Fue internacional con la Selección de fútbol de Noruega Sub-21.

## Clubes
| Club            | País    | Año       |
| --------------- | ------- | --------- |
| FK Lyn          | Noruega | 2004-2005 |
| FK Bodø/Glimt   | Noruega | 2006-2011 |
| Strømsgodset IF | Noruega | 2012-2019 |